# José Ramón Ballina
José Ramón Ballina war ein mexikanischer Fußballspieler, der in den 1920er und 1930er Jahren für den Club Asturias spielte und mit diesem Verein in der Saison 1922/23 den Titel der Hauptstadtliga gewann, der gemäß Datenbank der RSSSF mit dem Gewinn der mexikanischen Meisterschaft gleichzusetzen ist.
Es ist davon auszugehen, dass Ballina (fast) während seiner gesamten Laufbahn für Asturias spielte und das Libro de Oro del Fútbol Mexicano bestätigt seine Zugehörigkeit zu den Asturianos zumindest für die Jahre 1922/23, 1925/26, 1927, 1932/33 und 1936.
Für den Neustart des CF Monterrey, der sich am Ende der Saison 1945/46 aus der Primera División zurückziehen musste, in der Segunda División zu Beginn der Saison 1952/53 entwarf Ballina die blau-weiß gestreiften Trikots nach Vorbild des Club Asturias.

## Erfolge
- Mexikanischer Meister: 1922/23